# Lithobiont

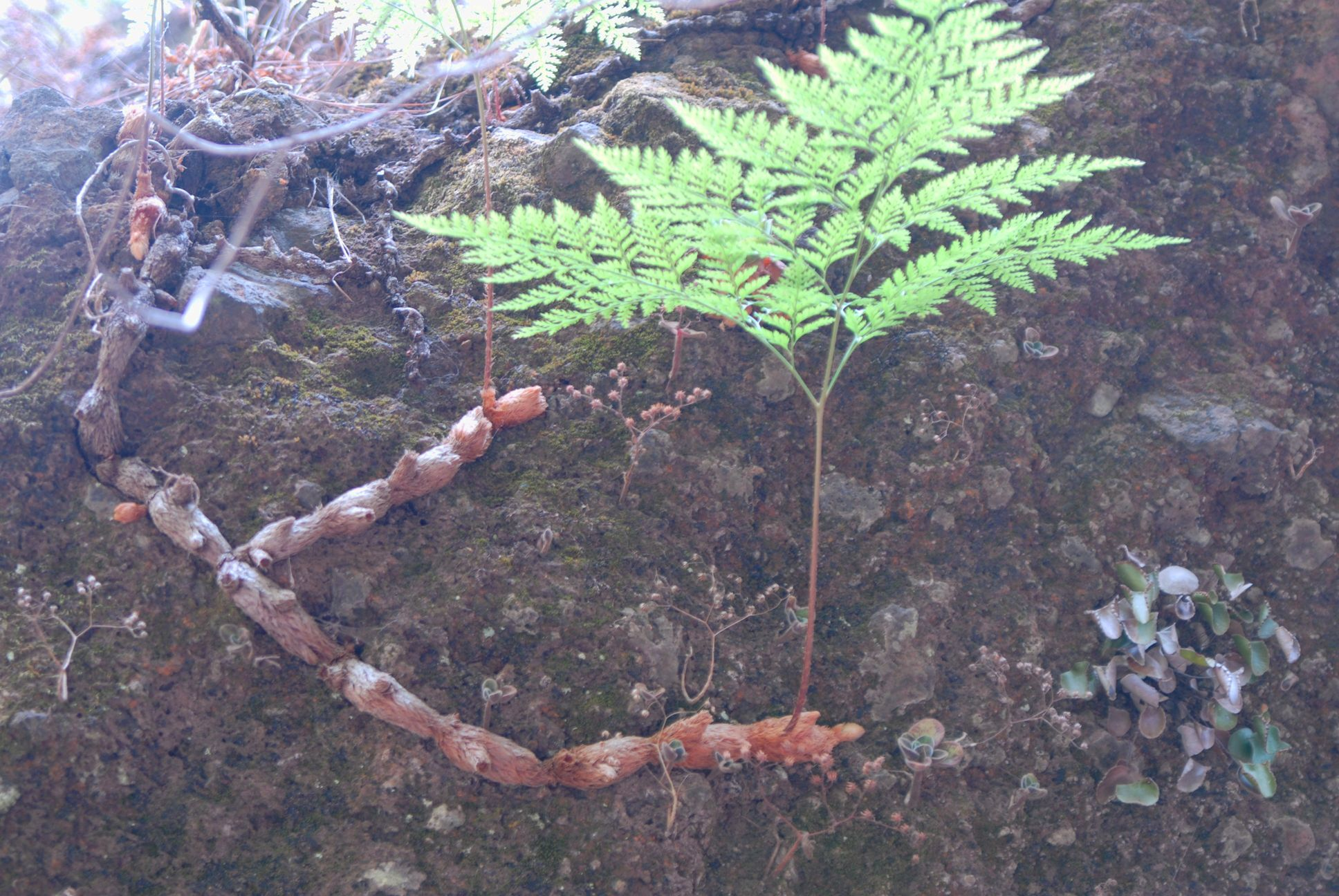
Lebensgemeinschaft verschiedener Lithophyten mit Davallia canariensis auf Vulkangestein

Lithobionten (von altgriechisch:  λίθος lithos, 
„Stein“ und βιός bios, „Leben“) sind Organismen, die Gesteine besiedeln.

## Begriffe
Epilithe sind Lithobionten, die auf Gesteinsoberflächen leben. Als Endolithe werden hingegen Organismen bezeichnet, die das Gesteinsinnere besiedeln. Pflanzen, die auf Gesteinen siedeln, bezeichnet man als Lithophyten. Häufige Lithobionten sind zum Beispiel Pilze, Flechten, Moose, Cyanobakterien und Kieselalgen. Die Lithobiontik ist ein geowissenschaftlicher Forschungszweig. Anwendungsbereiche sind z. B. die mikrobielle Laugung oder die Untersuchung der Beteiligung von Mikroorganismen bei der Entstehung und Diagenese von Gesteinen und Lagerstätten.

## Beschreibung

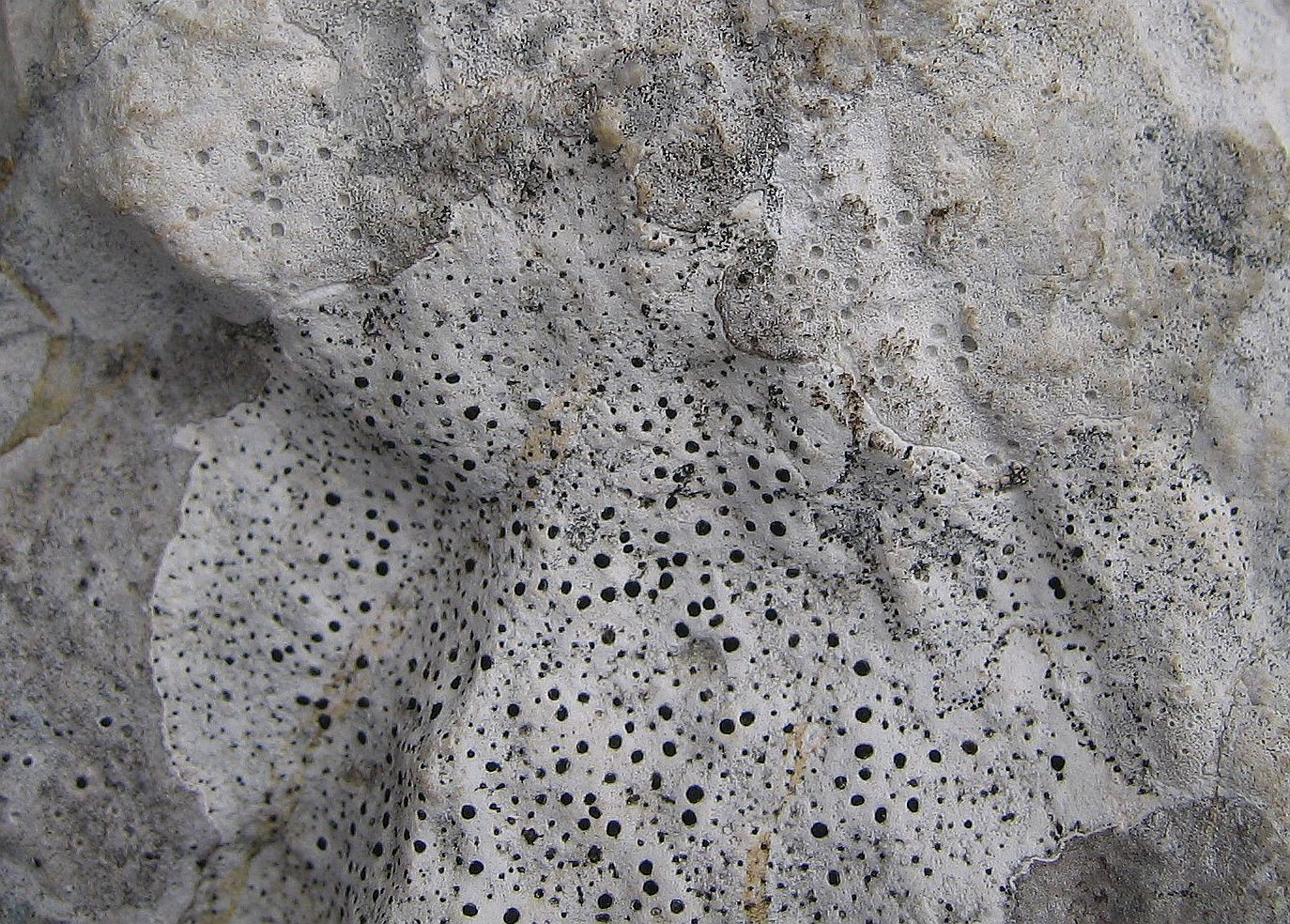
Endolithische Flechte der Gattung Verrucaria

Lithobionten tragen durch chemisch-biologische Verwitterung zur Aufschließung von Mineralen und organischen Bestandteilen bei und bilden nach langer Zeit Felshumusboden oder Spaltenhumus. 
Durch chemisches Herauslösen bestimmter Gesteinsbestandteile besteht die Oberfläche eines Steines, auf dem sich Lithobionten angesiedelt haben, nach einiger Zeit aus einem schwammartig durchlöcherten Silikatgerüst mit einer um ein Vielfaches vergrößerten Oberfläche. Der Pilz Aspergillus niger zersetzt sogar Glas. Mit dem Auge sichtbare mikrobielle Spuren im Gestein nennt man Tintenstriche.
Eine lithobiontische Biozönose kann sich mit der Zeit in eine edaphische wandeln, es bildet sich mit Flagellaten, Ciliaten, Aktinomyzeten (u. a.) das Edaphon durch Protodetritus- und Detritusphasen. Der Existenzkampf der Mikroorganismen bildet in dieser Phase Rückstände, woraus sich langsam Huminstoffe bilden. Es wachsen Moose auf diesem pflanzlichen Keimbett, Flechten (v. a. Laminaria) siedeln sich auf Tintenstrichen an. Gräser und Farne binden rieselnden Schutt und Detritusflocken. Sie bilden die 5. bis 7. Generation unter den Lithobionten.

## Organismen
Leitorganismen auf Steinen sind
- Aspergillus niger (kaliumreiche Gesteine wie Obsidian, Glimmer, Orthoklas)
- Actinomyces
- Cyanobakterien
  - Oscillatorien
  - Anabaena
  - Nostoc
- Schwefelbakterien
- Silikatbakterien
  - Clostridium pasteurianum
- Fadenalgen
  - Phormidium
  - Ulothrix
  - Chaetophora
  - Isocystis infusionum
- Kieselalgen
  - Surirella
  - Cymbella
  - Gomophonema
  - Navicula
- Nematoden
  - Dorylaimus
  - Aphanolaimus